# 몬테비데오 원더러스

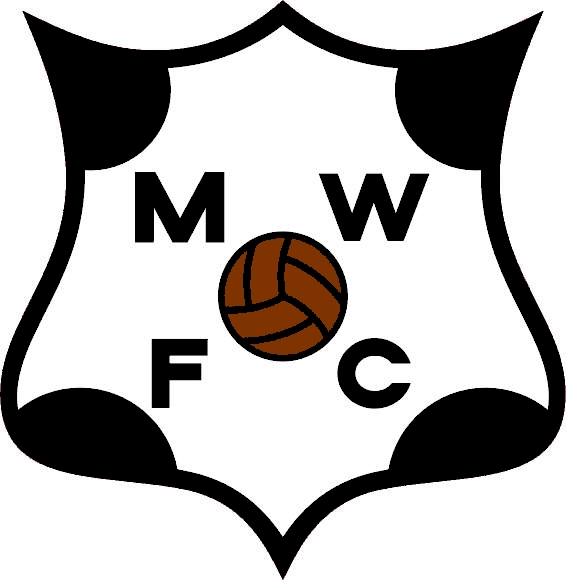

몬테비데오 원더러스(Montevideo Wanderers Fútbol Club)는 우루과이 몬테비데오를 근거로 하는 축구 클럽이다. 보통은 그냥 원더러스라고 부른다.
본래 원더러스는 청/백색 세로 줄무늬 유니폼을 착용했으나 1903년부터 아르헨티나의 축구팀 에스투디안테스 부에노스아이레스와의 우애를 기리기 위해 현재의 흑/백 세로 줄무늬 유니폼을 사용하고 있다. 원더러스라는 명칭은 클럽 역사동안 네 번 이상 경기장을 옮겨다녔기 때문에 붙은 이름이다. 여러 해 동안 원더러스는 홈 경기장이 없어 고생해 왔다. 현재는 몬테비데오 프라도 지구에 있는 에스타도 알프도 빅토라 비에라를 사용하고 있다.

## 우승 기록

#### 우루과이 프리메라 디비시온: 3회
- 아마추어 시절 1906, 1909, 1931

#### 기타
- 우루과이 세군다 디비시온 (4회) : 1952, 1962, 1972, 2000
- 리기야 프레리베르타도레스 (2회): 1987, 2001

## 선수 명단

### 현역
참고: FIFA 자격 규정에 따라 소속된 국가대표팀 국기를 표시합니다. 선수는 복수의 FIFA 비회원국 국적을 가지고 있을 수 있습니다.
| 번호 | 포지션 | 국적 | 이름 |
| ---- | ------ | ---- | ---- |

| 번호 | 포지션 | 국적 | 이름            |
| ---- | ------ | ---- | --------------- |
| 18   | MF     |      | 프란시스코 세로 |
| 27   | DF     |      | 레오넬 본템포   |

## 역대 감독
| 감독              | 임기        |
| ----------------- | ----------- |
| 알베르토 수피시   | 1938        |
| 오스카르 타바레스 | 1985 ~ 1986 |
| 아니발 루이스     | 1988        |